# Bridgehead (Alabama)
Bridgehead est une communauté non-incorporée du comté de Baldwin, en Alabama.

## Géographie
La communauté se trouve à une altitude moyenne de 38 mètres.

### Climat
| Mois                                  | jan.             | fév.             | mars            | avril           | mai             | juin           | jui.            | août            | sep.            | oct.            | nov.            | déc.             |
| ------------------------------------- | ---------------- | ---------------- | --------------- | --------------- | --------------- | -------------- | --------------- | --------------- | --------------- | --------------- | --------------- | ---------------- |
| Température minimale moyenne (°C)     | 2                | 4                | 8               | 11              | 16              | 19             | 21              | 21              | 19              | 13              | 8               | 4                |
| Température maximale moyenne (°C)     | 15               | 17               | 21              | 25              | 29              | 32             | 33              | 33              | 31              | 26              | 21              | 17               |
| Record de froid (°C) date du record   | −17,2 21/01/1985 | −12,2 03/02/1951 | −6,1 01/03/2002 | −1,7 04/04/1987 | 5 13/05/1960    | 9,4 01/06/1984 | 16,7 01/07/1958 | 13,3 14/08/2004 | 5,6 30/09/1949  | −1,1 31/10/1954 | −8,3 25/11/1950 | −14,4 13/12/1962 |
| Record de chaleur (°C) date du record | 28,9 12/01/1949  | 29,4 10/02/1959  | 30,6 30/03/2007 | 35 19/04/2006   | 38,3 28/05/1953 | 40 29/06/1954  | 40,6 24/07/1952 | 40 30/08/1954   | 38,3 08/09/1954 | 36,7 06/10/1954 | 32,2 18/11/1958 | 29,4 05/12/1958  |
| Précipitations (mm)                   | 173              | 140,7            | 171,5           | 116,6           | 154,9           | 117,3          | 193,3           | 142             | 104,9           | 68,1            | 131,3           | 125,2            |